# Rocka Rolla
| Críticas profissionais                                                      | Críticas profissionais |
| Avaliações da crítica                                                       | Avaliações da crítica  |
| Fonte                                                                       | Avaliação              |
| --------------------------------------------------------------------------- | ---------------------- |
| allmusic                                                                    | [ 1 ]                  |
| Esta tabela precisa de ser acompanhada por texto em prosa. Consulte o guia. |                        |

Rocka Rolla é o álbum de estreia da banda Judas Priest, lançado a 6 de Setembro de 1974. O disco foi produzido por Rodger Bain, que ficou conhecido por produzir os três primeiros álbuns da banda Black Sabbath.
Rodger Bain também barrou algumas canções como “Tyrant”, “Genocide” e “Victim of Changes” que acabaram entrando só no próximo disco do Judas, Sad Wings of Destiny, lançado em 1976. Gravado entre junho e julho de 1974 nos estúdios ingleses Island, Trident e Olimpic, “Rocka Rolla” foi, de acordo com os músicos da banda, gravado “ao vivo” nos estúdios, ou seja, todos eles tocavam ao mesmo tempo ao invés do habitual processo de gravação onde cada um grava a sua parte e, no final, tudo é mixado. Segundo a banda, por conta de problemas técnicos no estúdio, o resultado do som saiu com má qualidade.
O álbum foi relançado em 1987, com uma capa diferente da original. Na realidade, o grupo nunca ficou satisfeito com a capa e o logo originais, visto que nenhuma das duas artes identificava o Judas Priest como uma banda de heavy metal. Também há rumores de que a Coca Cola teria processado a banda porque a arte original ‘plagiaria’ seu logo mais famoso.

## Faixas
| N.º | Título                         | Compositor(es)                 | Duração |  |
| 1.  | "One for the Road"             | Rob Halford, K.K. Downing      | 4:34    |  |
| 2.  | "Rocka Rolla"                  | Halford, Downing, Glenn Tipton | 3:05    |  |
| 3.  | "Winter"                       | Al Atkins, Downing, Ian Hill   | 1:42    |  |
| 4.  | "Deep Freeze"                  | Downing                        | 1:21    |  |
| 5.  | "Winter Retreat"               | Halford, Downing               | 3:28    |  |
| 6.  | "Cheater"                      | Halford, Downing               | 2:59    |  |
| 7.  | "Never Satisfied"              | Atkins, Downing                | 4:50    |  |
| 8.  | "Run of the Mill"              | Halford, Downing, Tipton       | 8:34    |  |
| 9.  | "Dying to Meet You/Hero, Hero" | Halford, Downing               | 6:23    |  |
| 10. | "Caviar and Meths"             | Atkins, Downing, Hill          | 2:02    |  |

| Faixa Bônus da Remasterização de 1987 |                                                            |         |  |
| N.º                                   | Título                                                     | Duração |  |
| 11.                                   | "Diamonds and Rust" (cover de Joan Baez, gravação de 1975) | 3:12    |  |

## Membros
- Rob Halford - Vocais, gaita
- K.K. Downing - Guitarra
- Glenn Tipton - Guitarra, sintetizador
- Ian Hill - Baixo
- John Hinch - Bateria